# Anatoli Karatsouba
Anatoli Alekseïevitch Karatsouba (en russe : Анатолий Алексеевич Карацуба) est un mathématicien soviétique puis russe né le 31 janvier 1937 à Grozny et mort le 28 septembre 2008 à Moscou. Il est notamment connu pour son algorithme de multiplication.

## Biographie et distinctions
Il était directeur du département de théorie des nombres à l'Institut de mathématiques Steklov de l'Académie des sciences de Russie.
Il obtient différentes récompenses :
- 1981 : médaille Tchebychev en or de l'Académie des sciences d'URSS
- 1999 : Travailleur scientifique méritant de Russie
- 2001 : prix Ivan Matveevitch Vinogradov de l'Académie des sciences de Russie

## Travaux
Il est l'auteur de la première méthode de multiplication rapide,  qui porte son nom : l'algorithme de Karatsuba. Il a également démontré un théorème d'approximation des séries de Fourier et amélioré le théorème de Moore sur la machine de Moore.